# Kopfloser Reiter

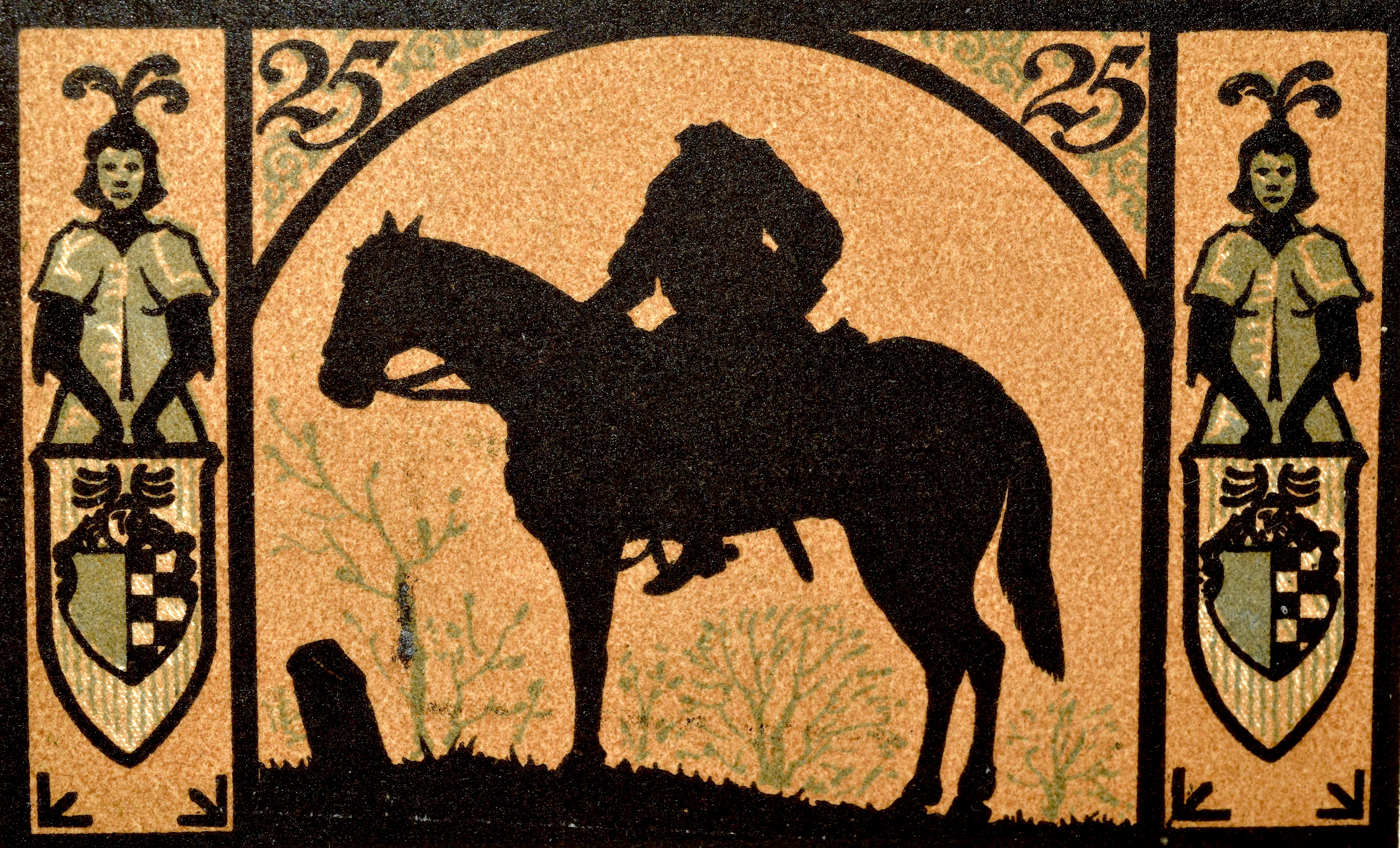
Kopfloser Reiter auf Notgeld aus Berga/Elster (1921).

Der kopflose Reiter ist ursprünglich ein untoter Wiedergänger, der in den Volkssagen des deutschsprachigen Raumes erscheint. Ähnliche Figuren existieren auch in anderen Gegenden, wie beispielsweise der Dullahan der irischen Sagenwelt.

## Der kopflose Reiter in der deutschen Volkssage
Der kopflose Reiter ist in den Volkssagen Deutschlands eine gefürchtete Gestalt, deren Erscheinen für denjenigen, der ihm begegnet, oft mit dem sofortigen oder baldigen Tod verbunden ist. Das Hauptverbreitungsgebiet dieser Sagen scheint das Rheinland gewesen zu sein, aber es kann nicht ausgeschlossen werden, dass die im 19. Jahrhundert aufgezeichneten Sagen, in deren Mittelpunkt der kopflose Reiter steht, nur noch einen Restbestand widerspiegeln und diese Gestalt in früheren Jahrhunderten auch die Sagenwelt anderer Teile des deutschsprachigen Raumes bevölkerte.
Der kopflose Reiter wurde der Überlieferung nach zu nächtlicher Stunde gesichtet. In einigen Sagen ist die Rede davon, dass er wie aus dem Nichts erschien, während er in anderen Überlieferungen auf seinem Pferd aus einem Grab oder einer Gruft heraus galoppiert. Im Gegensatz zum „headless horseman“ in Tim Burtons Verfilmung Sleepy Hollow schlug der kopflose Reiter der west- und nordwestdeutschen Sagenwelt seinen Opfern nicht den Kopf ab, sondern tötete sie durch die Berührung mit der Hand. Der Volkskundler Will-Erich Peuckert gibt eine Sage aus Norddeutschland wieder, in der ein paar Jugendliche sich plötzlich einem Leichenzug gegenübersehen. Sie erkennen sofort, dass es sich um Gespenster – oder besser: Wiedergänger – handelt, denn keiner der Menschen hat einen Kopf, und sogar die Pferde vor dem Leichenwagen sind kopflos. Einer der Knaben erhält eine heftige Ohrfeige, die ihn nach wenigen Tagen sterben lässt. Allein die Berührung des Untoten lässt den Lebenden ins Grab sinken. Dahinter steht offenbar die Überzeugung, dass der direkte Kontakt mit dem Wiedergänger zum Verlust der Lebenskraft führt. Damit ist aber auch klargestellt, dass es sich um einen in voller Körperlichkeit wiederkehrenden Untoten, einen „lebenden Leichnam“, und nicht um einen materielosen Geist gehandelt haben muss.
Im Rheinland waren die kopflosen Reiter häufig Wiedergänger, die nach dem Glauben der Menschen für eine ganz bestimmte Sünde büßen mussten. Entweder waren sie Selbstmörder, deren Leichen bis ins 17. Jahrhundert vom Henker geköpft und an einer Wegkreuzung oder einer anderen ungeweihten Stelle eingegraben wurden, wobei man sie oft mit einem langen Hagedornpfahl unter der Erde festnagelte (Eselsbegräbnis). Die andere Gruppe waren Grenzsteinversetzer, die sich am Ackerland ihrer Nachbarn bereichert hatten. Bei einem uralten, wenn auch nur selten vollzogenen Hinrichtungszeremoniell durfte der Geschädigte den Betrüger bis zum Hals an der Stelle, an der sich der Grenzstein ursprünglich befunden hatte, eingraben und den Pflug so oft über den Übeltäter lenken, bis von dessen Kopf nichts mehr übrig blieb. Nach seinem Tod musste der Kopflose nach Ansicht der Menschen in der Nacht umgehen, wobei er den Lebenden nicht mehr primär Schaden zufügte, sondern sie durch seine erschreckende Erscheinung davon abhielt, ebenfalls eine Todsünde zu begehen. Dieser Bedeutungswandel vom schädigenden zum büßenden Wiedergänger ist vermutlich auf den prägenden Einfluss des christlichen Fegefeuerglaubens zurückzuführen, wie der Glaube an wiederkehrende, in voller Körperlichkeit erscheinende Tote im westeuropäischen Raum insgesamt verchristlicht und in Richtung eines Glaubens an nicht körperliche Geisterwesen umgeformt worden ist.
Da der kopflose Reiter in seiner westdeutschen Ausprägung in erster Linie ein Büßer war, konnte er erlöst werden. Oft reichte ein Gebet oder ein Gruß, in dem Gott oder Christus genannt wurde. Dann verwandelte sich der meist in schwarzer Kleidung umgehende Kopflose, zeigte sich in einem weißen Leichentuch und bedankte sich bei dem Lebenden. Doch durfte dieser keinesfalls die Hand des Wiedergängers ergreifen, sondern ihm allenfalls einen Stock hinhalten. Dieser wurde durch die Berührung des Toten morsch, was bedeutete, dass der Lebende, der den Toten berührte, trotz seiner Erlösungstat hätte sterben müssen.
Verwandt mit dem kopflosen Reiter ist der kopflose Junker, der sowohl im Gebiet zwischen Rhein und Ruhr als auch in Böhmen umging. Ihm wurde nachgesagt, dass er sich jungen Frauen oder Mädchen, die in der Nacht auf dem Heimweg waren, in den Weg stellte und sie an der Brust berührte, wobei er ihnen die Lebenskraft raubte. Nach wenigen Tagen starben die Opfer, und in ihrer Todesstunde sahen sie den Kopflosen als dämonischen Bräutigam, unsichtbar für alle anderen Anwesenden, an ihrem Bett stehen. Hier fließen offenbar verschiedene Sagentypen mit ein, so etwa das Motiv des toten Bräutigams in der Lenorensage. Die Figur des kopflosen Junkers wurde im Volksmund als ein wiederkehrender Vergewaltiger gedeutet, der zu Lebzeiten der gerechten Strafe entgangen war und nun ohne Kopf umgehen musste, als ob ihm nach seinem Tod die Strafe widerfahren wäre, die ihm aufgrund seiner Verbrechen zugestanden hätte. Hier haben wir es mit dem Motiv der „spiegelnden Strafe“ zu tun. Motivgeschichtlich ist die Nähe zum schädigenden Wiedergänger vom Typ des Vampirs nicht zu übersehen, denn beide rauben ihren Opfern die Lebenskraft. Zuweilen verschmilzt der Kopflose mit der Figur des Feuermanns, eines Wiedergängers, der von Flammen umhüllt ist – sozusagen ein wandelndes Fegefeuer, das den Lebenden als Warnung dienen soll.
Der fehlende Kopf dieses Wiedergängers wurde in jüngerer Zeit als Zeichen für die gerechte Strafe gedeutet, die der Sünder im Fegefeuer erhalten habe, wie etwa der kopflose Junker. Diese Deutung ist nachvollziehbar, wenn man berücksichtigt, dass die Enthauptung im Mittelalter und in der frühen Neuzeit die am meisten bei Männern vollstreckte Hinrichtungsart war. Tatsächlich verbirgt sich aber hinter der Figur des Kopflosen die tief in die Menschheitsgeschichte zurückreichende Auffassung, dass der Kopf der Sitz der Lebenskraft oder – christlich, wenngleich nicht ganz korrekt ausgedrückt – der Seele darstellte. In der verchristlichten Sicht des Mittelalters und der frühen Neuzeit bedeutete dies: Während die Seele – und damit der Kopf – im Fegefeuer blieb, war es dem Sünder gestattet, für eine kurze Zeitspanne auf die Erde zurückzukehren, um die Lebenden zu warnen.
In der im 19. Jahrhundert kolportierten Sage vom Postmichel aus Esslingen taucht ein um 1500 zu Unrecht Hingerichteter als kopfloser Reiter regelmäßig in der St.-Michaels-Nacht wieder auf.
Siehe auch
- Der He-he in Kirchschönbach, He-he-Sage in Untersambach und He-he-Sage in Rüdern
- Sage aus Radewitz (Glaubitz)
- Legende aus Wolmerburg
- Geisterhaus Hohensyburg
- Schirmbach (Striegis)
- Stuttgarter Stadt-Glocke
- Sage von der Reiterleskapelle
- Sagen von Spießturm
- Sage aus Hüselitz
- Überlieferungen und Sagen der Hohen Straße zwischen Kocher und Jagst
- Sagen von Rödelsee
- Sagen von Remseck am Neckar
- Der Hoi-Mann in Volkach und Reiter ohne Kopf-Sage (Hallburg)
- Östricher Teufelstein
- Junker Hahla in Nordheim am Main
- Sagen um die Teufelsküche (Landsberg am Lech)
- Sagen um die Klosterkirche Nordshausen
- „Schimmelreiter“ – Sage aus Schwenningen (Heuberg)
- Die Juffer als schädigende Wiedergängerin
- Ritter vom Gillbach
- Der kopflose Reiter der Weingartsmühle

## Der kopflose Reiter in der Literatur

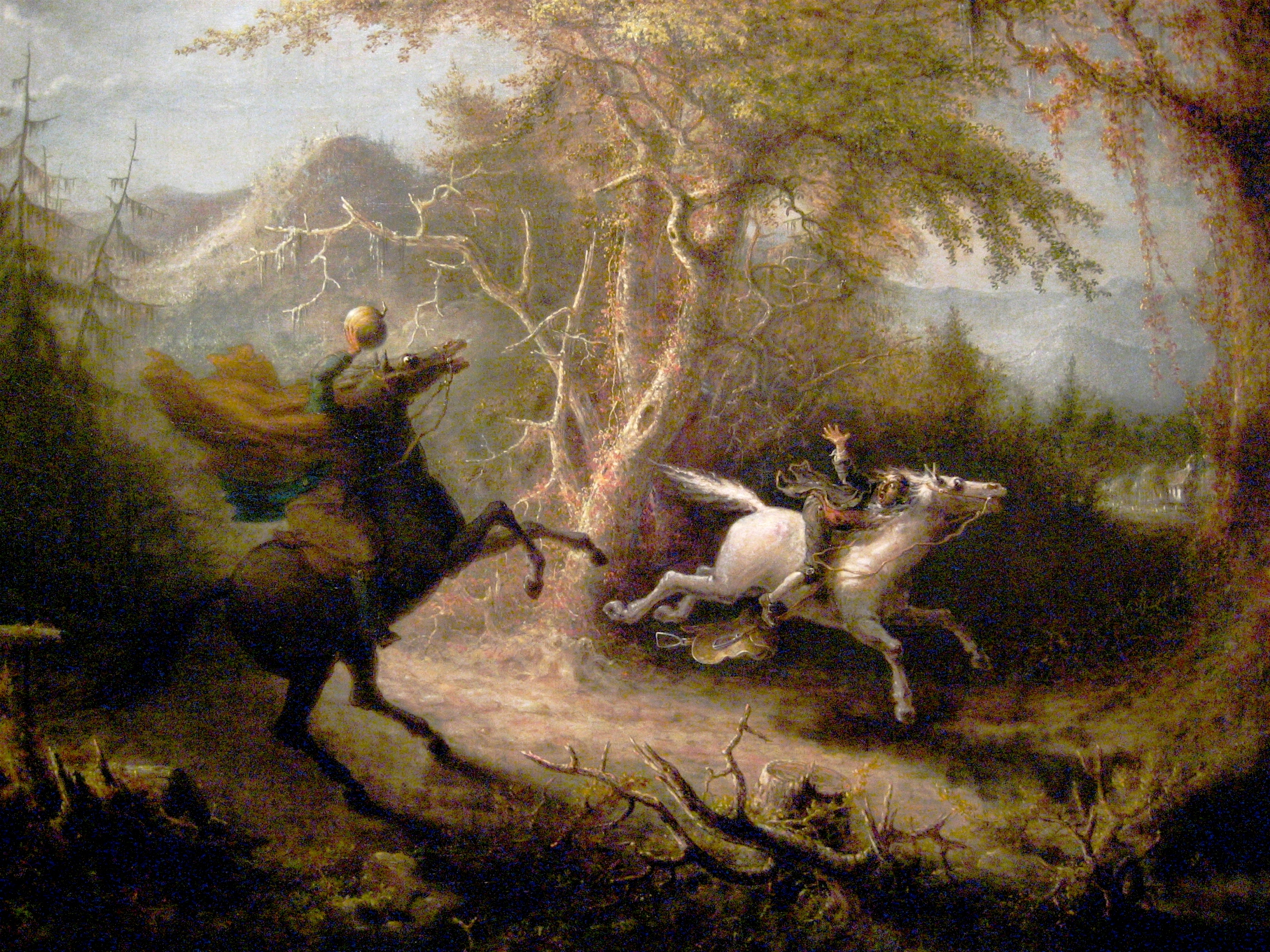
The Headless Horseman Pursuing Ichabod Crane
Gemälde von John Quidor, 1858

Literarischen Ruhm erntete die Figur des kopflosen Reiters durch Washington Irvings Novelle Die Sage von der schläfrigen Schlucht (The Legend of Sleepy Hollow, 1809). In diesem frühen Werk der amerikanischen Literatur erscheint der Reiter, zu Lebzeiten ein deutscher Söldner, als eine Art Geist, der den Bewohnern des Dörfchens Sleepy Hollow allerlei Streiche spielt. Irving hatte die Gestalt des Reiters vermutlich bei einer Reise entlang des Rheins (1806) kennengelernt und – ähnlich wie beim Mönch von Heisterbach, der zu Rip Van Winkle wurde – den Schauplatz von Westdeutschland in das niederländisch geprägte Hinterland von New York verlegt.

## Verfilmungen
Die Geschichte von Sleepy Hollow wurde mehrmals verfilmt, zuletzt von Tim Burton mit Johnny Depp als Ichabod Crane und Christina Ricci als Katrina Van Tassel. Allerdings gerät der „headless horseman“ in Sleepy Hollow zum dämonischen Wiedergänger, der respektablen Bürgern die Köpfe abschlägt und diese in einem Wald versteckt. Insofern hat dieser Bösewicht mehr Ähnlichkeit mit den deutschen Sagenfiguren als mit Irvings eher zum Schabernack aufgelegtem Schreckgespenst. Der Film, der bis auf die Namen des Schauplatzes und der Hauptpersonen wenig Ähnlichkeit mit der literarischen Vorlage zeigt, war in erster Linie als stimmungsvolle Hommage an die Horrorfilmklassiker der 1950er und 1960er Jahre gedacht, und so spielt Johnny Depp nicht, wie im Original, einen schrulligen Dorfschullehrer, sondern einen jungen, modern denkenden Polizeioffizier, der von einem New Yorker Friedensrichter, gespielt von Christopher Lee, ausgeschickt wird, um die erschreckende Mordserie in Sleepy Hollow aufzuklären.
Im Jahr 2007 produzierte der Sci-Fi Channel einen Horrorfilm unter dem Titel Headless Horseman.